# Centenário da Independência do Brasil
O Centenário da Independência do Brasil foi celebrado em 7 de setembro de 1922, marcando os 100 anos da proclamação da Independência por Dom Pedro I. As comemorações ocorreram durante o governo de Epitácio Pessoa (1919-1922), em um contexto de efervescência cultural e política, caracterizado tanto pelo ufanismo oficial quanto por críticas ao atraso brasileiro e por debates sobre a própria identidade nacional.

## Contexto histórico
As celebrações do centenário da independência ocorreram em um período de intensas transformações no Brasil. A década de 1920 foi marcada por debates sobre modernização, identidade nacional e desenvolvimento industrial. O governo de Epitácio Pessoa investiu na realização de eventos que projetassem uma imagem de progresso do país, buscando reafirmar o Brasil como uma nação moderna e inserida no contexto internacional.

## Comemorações oficiais

### Exposição Internacional do Centenário
O Rio de Janeiro, então capital federal, tornou-se o principal palco das celebrações, que tiveram como evento central a Exposição Internacional do Centenário. Esta grandiosa mostra, a maior já realizada no país até então, reuniu pavilhões de 14 nações e de todos os estados brasileiros, apresentando avanços tecnológicos e industriais da época.
A exposição também foi acompanhada por significativas transformações urbanas, como a polêmica demolição do Morro do Castelo, berço histórico da cidade, para a construção da Avenida das Nações  Unidas. Essa remodelação simbolizou as tensões entre a preservação da paisagem e a modernização urbana que marcaram o período.

### Monumentos comemorativos
Diferentes estados brasileiros também promoveram iniciativas comemorativas. Em São Paulo, reforçando a ideia de que o estado era o "berço da Independência", foram inaugurados o Monumento do Ipiranga e planejado o Monumento às Bandeiras, que celebrava o bandeirante como arquétipo do pioneirismo paulista. Estas iniciativas refletiam as tensões regionais e os diferentes projetos de nação em disputa.

## Repercussões culturais

### Semana de Arte Moderna
Paralelamente às celebrações oficiais, emergiram manifestações culturais que questionavam os fundamentos da identidade nacional. A Semana de Arte Moderna, realizada em São Paulo em fevereiro de 1922, propôs uma ruptura com as tradições acadêmicas e a busca por uma expressão artística genuinamente brasileira, ainda que influenciada pelas vanguardas europeias. Este movimento, liderado por intelectuais como Mário de Andrade e Oswald de Andrade, representou uma espécie de "independência cultural" que dialogava criticamente com as comemorações oficiais.

## Legado
O Centenário da Independência deixou um legado significativo em diferentes áreas. A criação de instituições culturais como o Museu Histórico Nacional, inaugurado em outubro de 1922, contribuiu para a preservação da memória nacional e consolidou o papel da história como elemento fundamental da identidade brasileira.